# Parti national d'Australie
Pour les articles homonymes, voir Parti national.
Le Parti national d'Australie (en anglais : National Party of Australia, souvent abrégé en Nationals,  Nats ou NP) est un parti politique conservateur et agrarien de centre droit australien.

## Philosophie politique
Récemment, le parti s'est décrit comme « le seul parti politique se consacrant à faire avancer les intérêts régionaux de l'Australie et de ceux qui font leurs vies et affaires dans les communautés australiennes régionales ».
Il s'agit d'un parti conservateur, agrarien, monarchiste et anti-socialiste (pourtant plus protectionniste et souvent moins enthousiaste au sujet de la privatisation que son associé de la coalition, le Parti libéral d'Australie).
Le chef du parti John Anderson déclara en 2005 : « j'ai toujours vu mon rôle, et celui de notre parti, comme devant soutenir les réformes économiques qui apporteront la richesse nationale et l'emploi aux niveaux les plus élevés, mais d'autre part qui redistribueraient certains de ces gains aux personnes et aux communautés qui en manqueraient autrement ».

## Histoire
Fondé par de petits agriculteurs en 1920 sous le nom de Country Party, son objectif était la défense des intérêts agraires et des populations rurales. Il est le membre minoritaire d'une coalition avec le Parti libéral d'Australie depuis les années 1940. L'apogée de sa représentativité fut dans les années 1950 et 1960, quand Arthur Fadden était ministre de l'économie au gouvernement fédéral et Joh Bjelke-Petersen Premier ministre de l'État du Queensland; le déclin du parti depuis cette époque accompagne la diminution de la population rurale australienne en faveur des grandes villes du littoral. En 1974, Eric Deeral, fut le premier indigène élu au Parlement d'un État. Il était candidat du parti national pour la circonscription de Cook. En 1990, Bill O'Chee est élu sénateur fédéral pour le Queensland du parti national — devenant le premier parlementaire australien d'origine chinoise.
Au niveau provincial, le parti a eu le plus de réussite au Queensland, où il a fusionné avec le parti libéral (parti minoritaire au Queensland) en 2008 pour devenir le Parti libéral national du Queensland.
Les chefs du Parti national ont été nommés vice-Premiers ministres dans les cabinets fédéraux des gouvernements de coalition libéral-nationale. Earle Page est devenu brièvement Premier ministre après la mort du Joseph Lyons en 1939; Arthur Fadden était Premier ministre d'un coalition conservatrice en 1941 et John McEwen est brièvement devenu Premier ministre après la mort du libéral Harold Holt en 1967. 
Au niveau fédéral, le parti est mené par Barnaby Joyce, fermier. Celui-ci démissionne de sa fonction en février 2018, en raison d'une polémique sur sa liaison extra-conjugale avec une collaboratrice et des accusations de harcèlement sexuel. Il est remplacé par Michael McCormack, avant de revenir à son poste de chef du parti de 2021 à 2022. Il est remplacé en 2022 par David Littleproud (en).

## Personnalités notables

### Chefs

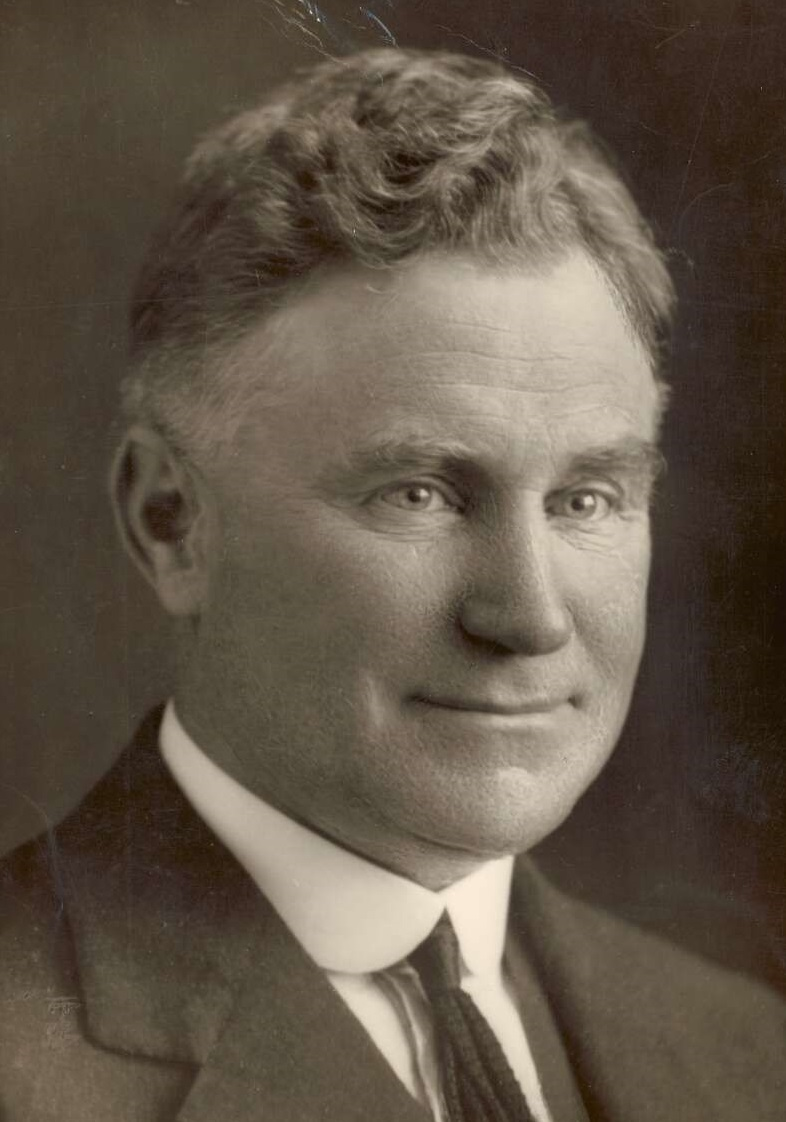
Earle Page Onzième Premier ministre d'Australie et chef du parti de 1921 à 1931
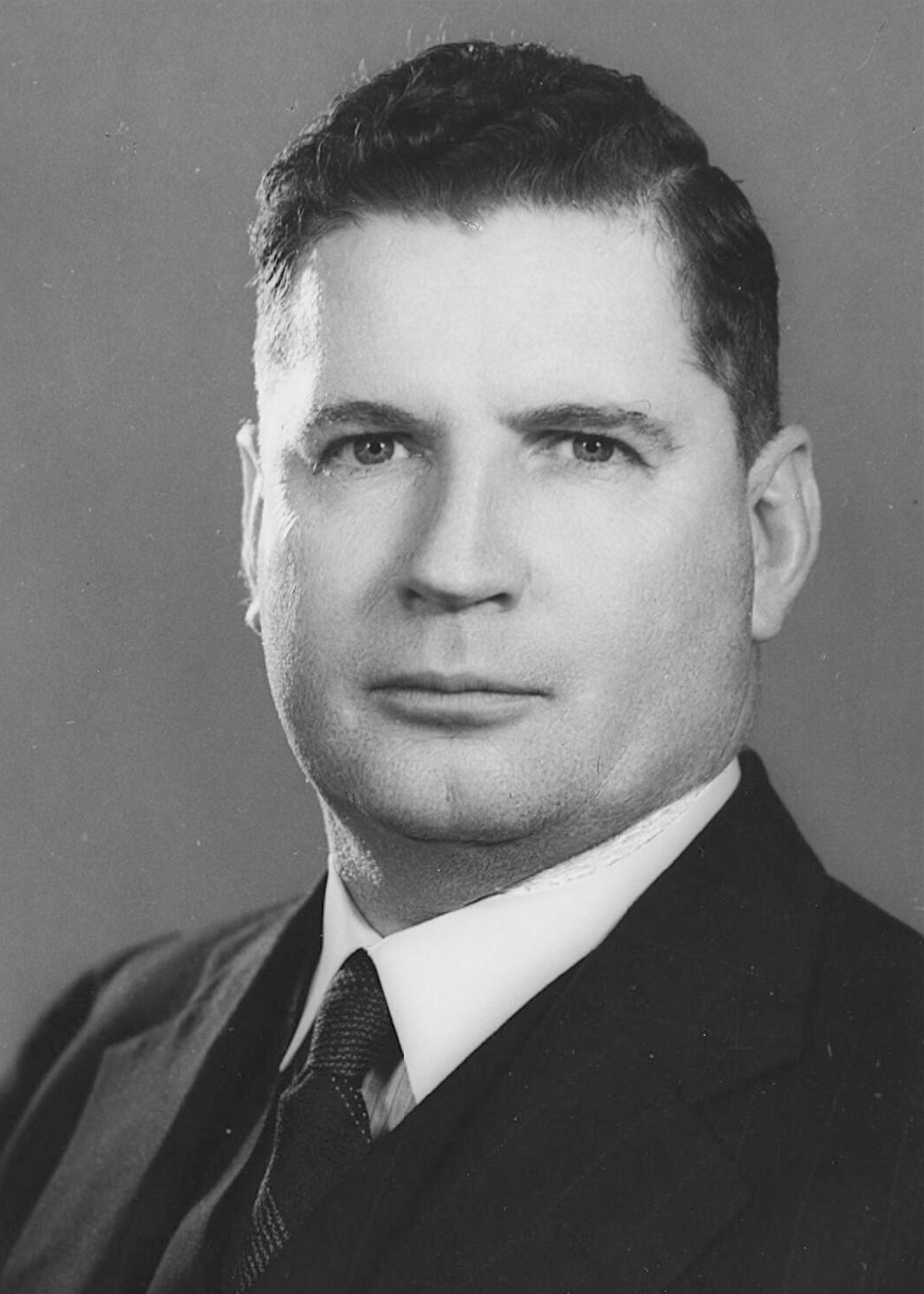
Arthur Fadden Treizième Premier ministre d'Australie et chef du parti entre 1940 et 1958
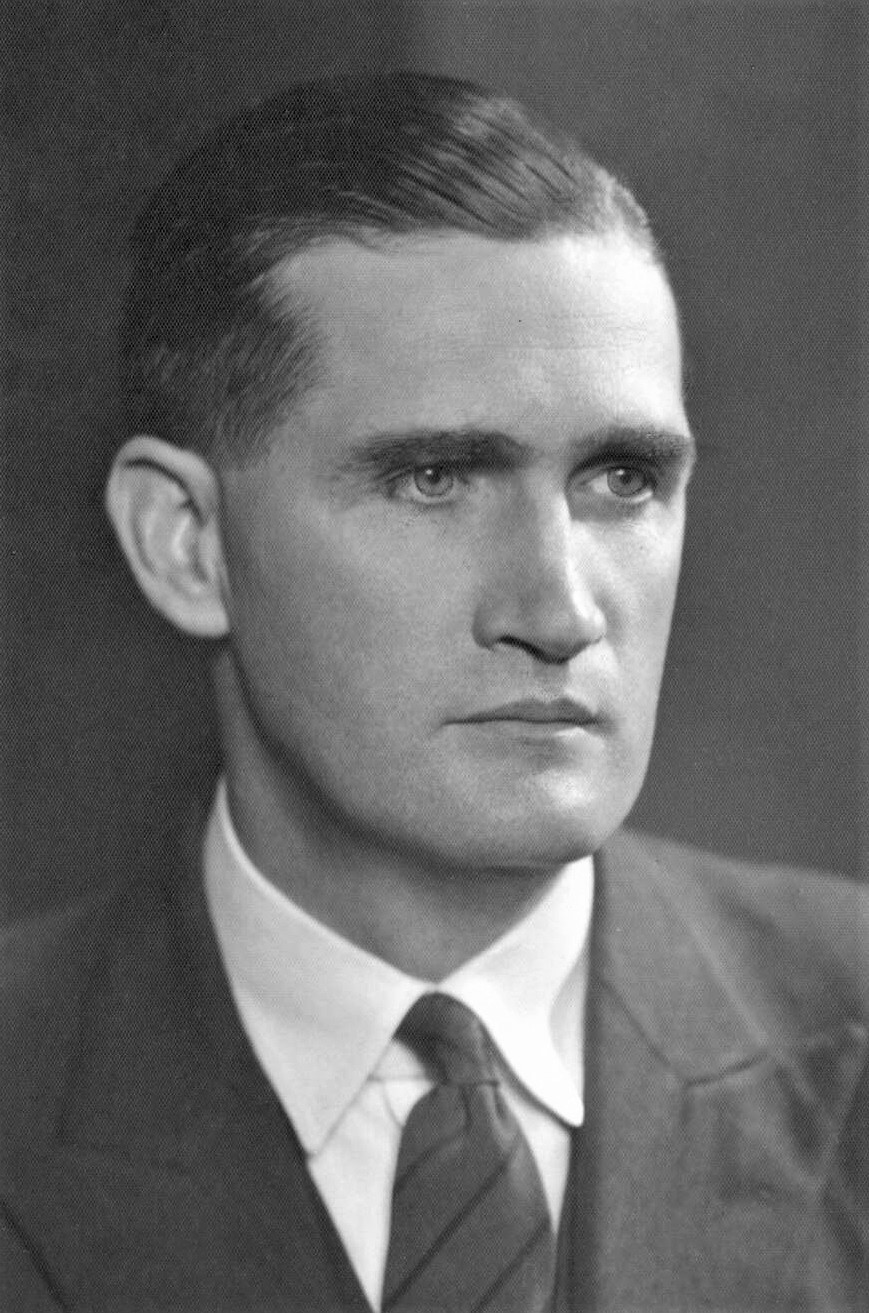
John McEwen Dix-huitième Premier ministre d'Australie et chef de 1958 à 1971
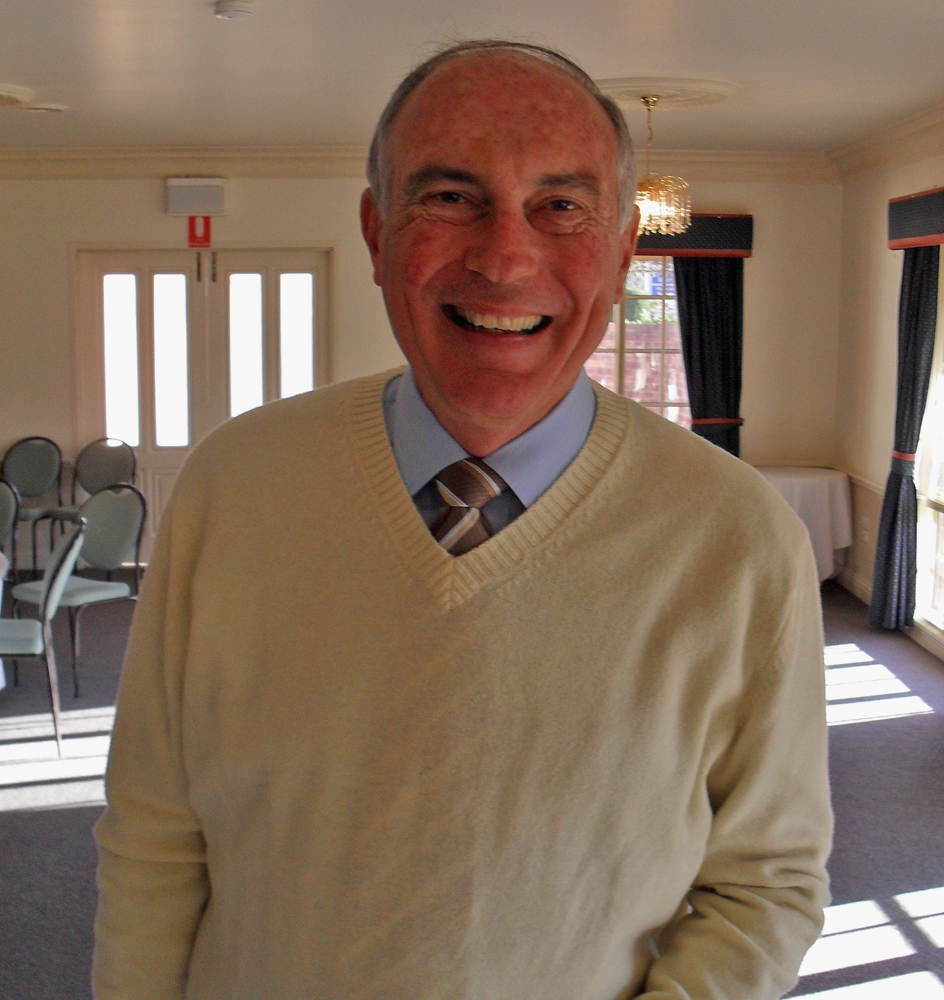
Warren Truss Chef du parti de 2007 à 2016
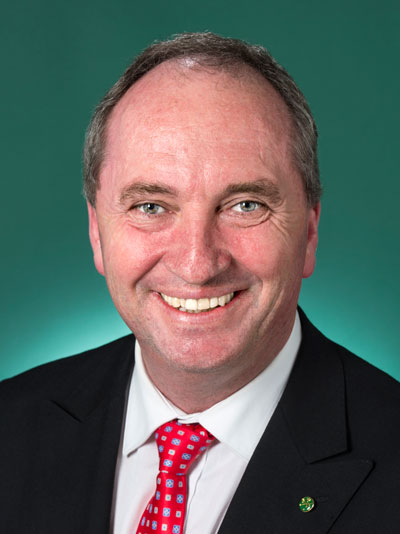
Barnaby Joyce Chef du parti de 2016 à 2018
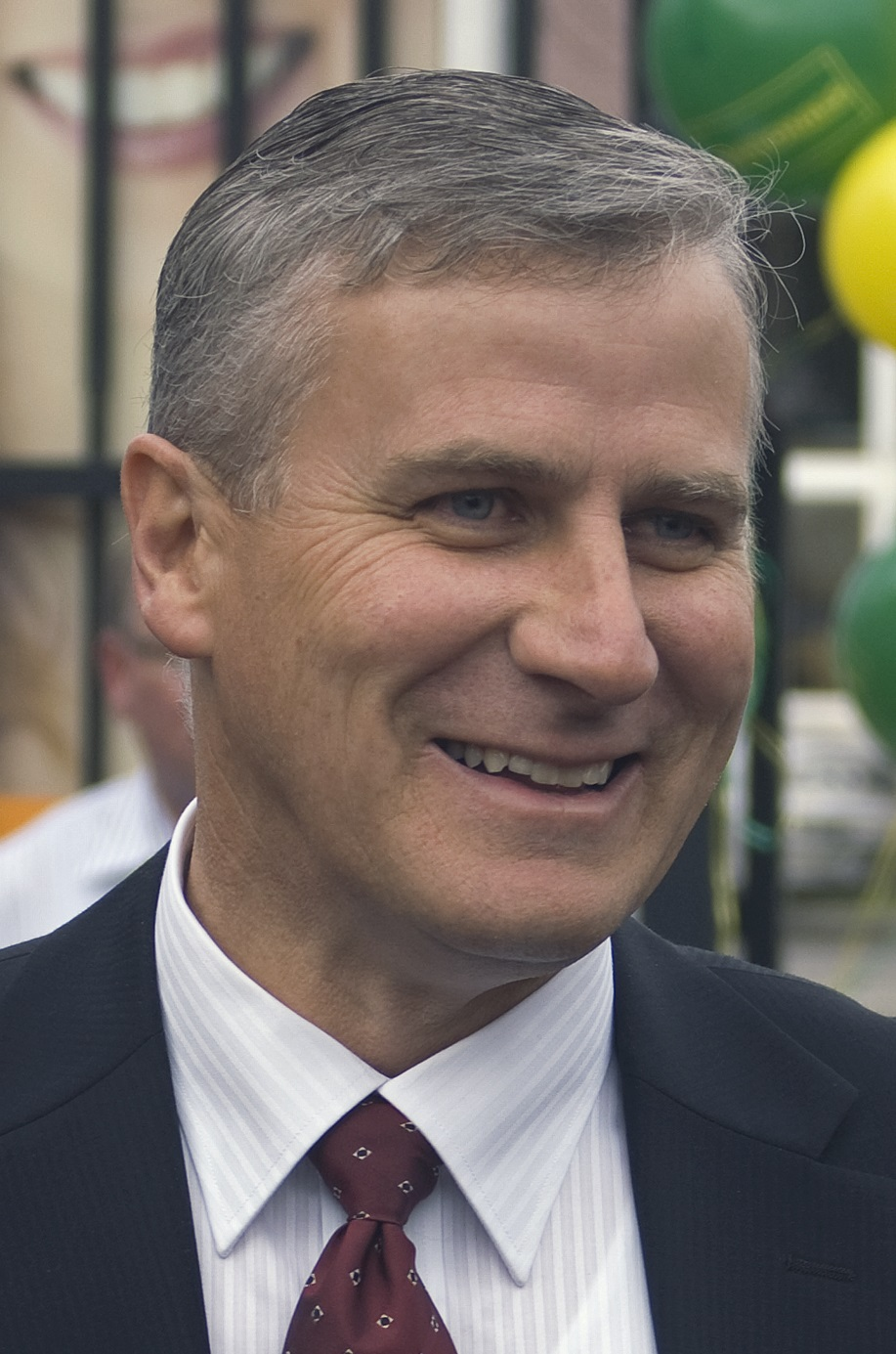
Michael McCormack Chef du parti de 2018 à 2021
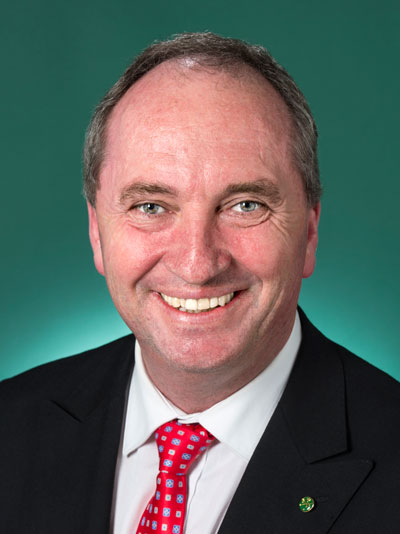
Barnaby Joyce Chef du parti de 2021 à 2022
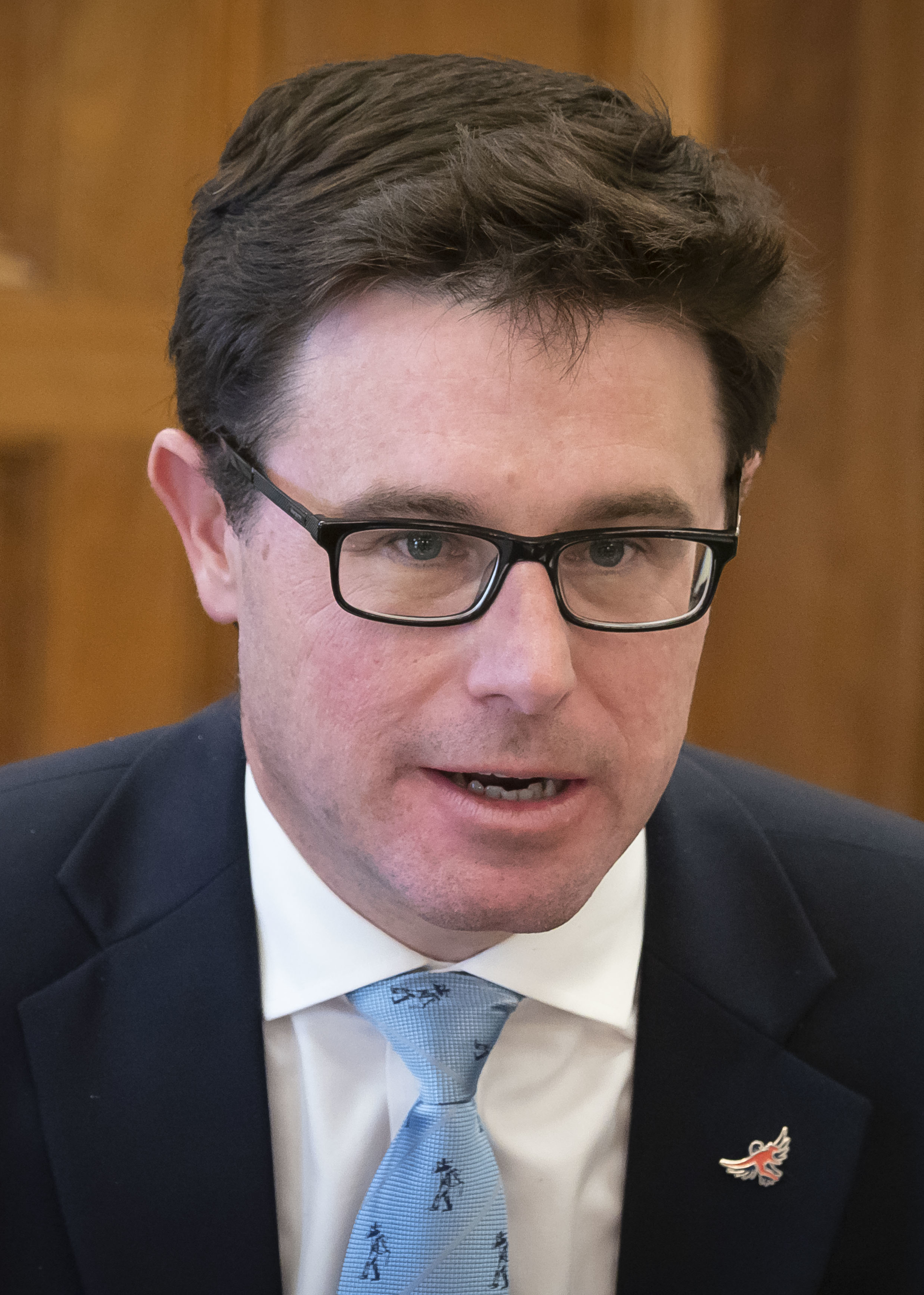
David Littleproud (en) Chef du parti depuis 2022

- William James McWilliams 1920-21
- Earle Page 1921-39
- Archie Cameron 1939-40
- Arthur Fadden 1940-58
- John McEwen 1958-71
- Doug Anthony 1971-84
- Ian Sinclair 1984-89
- Charles Blunt 1989-90
- Tim Fischer 1990-99
- John Anderson 1999-2005
- Mark Vaile 2005-2007
- Warren Truss 2007-2016
- Barnaby Joyce 2016-2018
- Michael McCormack 2018-2021
- Barnaby Joyce 2021-2022
- David Littleproud (en), depuis 2022

### Premiers ministres d'Australie
- Earle Page : 1939
- Arthur Fadden : 1941
- John McEwen : décembre 1967 - janvier 1968

### Premiers ministres du Queensland
- Frank Nicklin 1957 : 16 janvier 1968
- Jack Pizzey : 17 janvier 1968 au 31 juillet 1968.
- Joh Bjelke-Petersen : 8 août 1968 au 1er décembre 1987
- Mike Ahern décembre 1987 à septembre 1989.
- Russell Cooper : 25 septembre 1989 au 7 décembre 1989.
- Rob Borbidge : février 1996 - 1998

### Premiers ministres du Victoria
- John Allan 18 novembre 1924 - 20 mai 1927
- Albert Dunstan 2 avril 1935 au 14 septembre 1943 et du 18 septembre 1943 au 2 octobre 1945
- John McDonald 27 juin 1950 au 17 décembre 1952